# Gleneonupserha vitticollis
Gleneonupserha vitticollis är en skalbaggsart som beskrevs av Stefan von Breuning 1950. Gleneonupserha vitticollis ingår i släktet Gleneonupserha och familjen långhorningar.
Artens utbredningsområde är Rwanda. Inga underarter finns listade i Catalogue of Life.